# Agulla de la Mar (Alenyà)
L'Agulla de la Mar, o Agulla Cabdal d'Alenyà, és un canal de drenatge o agulla de la Catalunya Nord que té el seu origen en el terme de Bages de Rosselló, per després discórrer pels de Montescot, Cornellà del Bercol, Alenyà i Elna, fent de límit comunal, Alenyà i Sant Cebrià de Rosselló, entre els quals també fa de termenal, i Sant Nazari de Rosselló, que travessa per tal d'abocar-se en l'Estany de Sant Nazari.
Està situat a la zona central-oriental de la Plana del Rosselló, amb un recorregut de 2,8 km. Es tracta d'un dels canals de drenatge de la plana del Rosselló, que aporta l'aigua a l'estany esmentat.
Es forma entre les partides de les Rotes, a l'est, la Planta, al sud-est, i el Mas Nou, a l'oest, agafa una direcció inicial cap al sud-est, però aviat comença les giragonses que l'adrecen sempre cap a llevant, mentre a poc a poc va inflexionant cap al nord-est. Passa aproximadament un quilòmetre al nord del poble de Bages de Rosselló, on rep l'afluència del Còrrec del Diluvi, entra en el terme de Montescot, on fa la volta èl nord del lloc d'Avalrí´i passa també a un quilòmetre al nord del nucli de Montescot, on rep l'afluència del Còrrec, i, girant cap al nord-est, s'adreça a Cornellà del Bercol. Passa a migdia del poble, ran de cementiri, separant el nucli vell de les urbanitzacions modernes del sud de la població, i s'adreça cap al costat sud-est de la capella del Paradís.
Poc després arriba al límit del terme d'Alenyà, del qual marca tot el límit meridional i sud-oriental (primer amb Elna i després amb Sant Cebrià de Rosselló), alternant els trams cap a l'est i cap al nord-est, aproximant-se gradualment al nucli de població d'Alenyà. Just a migdia de la població passa a ran de l'antiga Mota de Mossellons i de l'església de Santa Maria de Mossellons, del terme comunal d'Elna, que queda al sud de l'Agulla de la Mar. Quan arriba a l'extrem oriental del nucli urbà d'Alenyà, del qual passa a ran, gira del tot cap al nord-est i s'adreça de l'Estany de Sant Nazari, on desemboca.